# スジェビ
スジェビ（수제비）は、朝鮮料理の一つで、手でちぎった小麦粉の生地に様々な野菜を入れて煮込んだスープ。

## 歴史
かつての朝鮮半島では、ビンデトックという緑豆のチヂミやスジェビは雨の日に作って食べられる料理だった。雨の日は悪路で買い物に行けず、そもそも市が開かれないため家に常備された麦粉で料理を整える、という意味がある。

## 特色
風味や作り方はカルグクスに似ているが、カルグクスは麺であるのに対して、スジェビは日本のすいとんのように小麦粉の団子状になっている。スープは通常は、干したアンチョビ、貝、昆布から作られており、旨味を出すために何時間も煮込まれる。

## ことわざ
ククス（カルグクス）よりも調理が容易であるため、「難しいことを容易にできる人が簡単なことができないわけがない」という意味で、「ククスを上手につくる腕前なのに、スジェビができないって？」ということわざがある。